# 第七十六号海防艦
第七十六号海防艦（だいななじゅうろくごうかいぼうかん）は、日本海軍の海防艦。第二号型海防艦（丁型）の番艦。太平洋戦争を生き延び、戦後は掃海任務に従事した。

## 艦歴
1944年（昭和19年）8月1日三菱重工業長崎造船所に於て起工。11月18日進水。12月23日竣工。横須賀鎮守府籍艦となり、呉防備戦隊に編入され、佐伯対潜訓練隊にて二ヶ月間航海、対空対潜其他、戦闘訓練を受ける。
1945年（昭和20年）2月20日第一護衛艦隊に編入され、佐伯発呉軍港にて戦備を整え、
門司に廻航。
1月9日に米軍がルソン島に上陸したため台湾への増援と南方物資の本土輸送がそれぞれ強行された。第七十六号海防艦も3月初旬門司発の船団を護衛し台湾基隆に向った。
3月10 日基隆入港。
3月中旬高雄へ廻航。再び基隆に入港。
3月18日頃基隆出港、船団護衛の任務で門司に向う。
3月23日門司入港。乗員交替、物資積載。
3月25日門司発、釜山へ向け航路哨戒、対島周辺を対潜哨戒。
3月27日釜山入港。
4月1日釜山出港、対島、壱岐を中心とする朝鮮・内地間航路の哨戒の任に就く。
4月10日病気士官・下士官・兵、海軍病院入院のため佐世保入港。
4月12日佐世保出港、元の任に就く。
4月15日厳原入港。
4月20日出港。
4月21日敵潜探知、戦闘爆雷戦。戦果不明。鎮海入港、病気下士官海軍病院へ送致。鎮海出港、対島尾崎湾入港。
4月23日尾崎湾出港、豆酸湾入港。
4月24日漁船からの敵潜出現の報により急速出港、敵潜を捕捉、爆雷戦を行う。敵潜一隻撃沈せるものと認む。
4月25日第一海防隊に編入される。
4月25〜27 日引つづき哨戒、毎日戦闘爆雷戦を行う。
4月27日的山大島人港、急速出港、伊万里入港。
4日29日伊万里出港、二三時頃B24上空に飛来、対空戦闘を行うも、彼我損害なく、撃退する。
4月30日的山大島入港。
5月1日昇級者進級式、物資搭載、夕刻出港。
5月2 日壱岐勝本入港。
5月4日出港、郷ノ浦武生水入港。
5月14日まで整備作業、配置教育訓練。この間、北九州空襲の報により対空戦闘配置に就く。
5月14日出港哨戒の任につく。
5月18日的山大島入港、基地化のた
め陸上にて井戸掘作業。
5月26日出港哨戒。昼夜に亘り戦闘爆雷戦反覆。
5月28日帰港、夕刻出港哨戒。
5月31日命により鎮海入港。海防隊集合す。
6月5日鎮海警備府にて士官会議、大連往復船団護衛を命ぜられる。
6月7日船団編成のため釜山へ廻航。整備、物資搭載、配置訓練を行う。
6月13日数個船団に別れ各々逐次出港ときまり、一七時三〇分海防艦二隻にて商船三隻護衛し大連に向け出港。
6月14本浦港外にて仮泊。敵機来襲の報により対空戦闘配置。
6月16日出港、大東湾入港、外洋危険のため暫く休止ときまる。この間、艦内神社小祭、銃剣道大会を行う。
6月25日大東湾出港。
6月27日大連へ無事入港。
7月8〜9日沖合に敵潜出現の報に接し、出港哨戒す。
7月12日 大連出港、商船五隻、海防艦四隻、掃海艇一隻。
7月13日椒島仮泊。
7月19日出港、敵潜来襲せるも、先制戦闘爆雷戦を行う。戦闘のため、船団を二つに分離航海する。
7月20日船団合流、キリン島にて仮泊。
7月21〜22日濃霧のため出港せるも引返す。
7月22日夕刻船団分離、掃海艇と商船2隻が先行した。
7月23日キリン鳥出港、濃霧中電探測量航行。中途敵潜水艦を探知したため爆雷戦を行う。その後仁川沖において仮泊。
7月26日仁川入港。
8月1日仁川出港、暴風雨来り仮泊。
8月3日荒天により仮泊。船団を更に二つに別れ、半数先行させた。
8月5日出港、朝鮮半島南部に回頭。横看水道にて大威丸坐礁。夜間引卸作業せるも不能。
8月6日坐礁船積荷移動のため作業員派遣。
8月7日敵機出現の報により総員起し、直ちに砲術科員配置につく。九時三〇分、B29二機南方より飛来、総員院置につき、対空戦闘。砲撃により反転去る。
8月8日マーチン来襲せるも遠距離にて去る。
8月9日ソ連侵攻の報が入る。第七十六号海防艦のみ護衛に残ることとなり、他艦船先行。その後先行艦船は鎮海南方にて敵B29編隊と交戦し全滅した。
8月10日マーチン二機偵察来襲、砲戦、去る。午後機種不明機来襲、砲戦、去る。
8月13日一一時三〇分水搭載のため麗水に向け航行中に敵P47六〜九機来襲し対空戦闘。猛烈なる機銃掃射を受けるも高角砲機銃で反撃、二機撃墜す。被弾多数により重傷一名、軽傷三名を出す。
一六時麗水入港。重傷者陸軍病院へ搬送。
8月14日水搭載、休養洗濯。
8月15日横看水道に帰着。翌日終戦の旨が通知。
11月30日除籍。其の後第七十六号海防艦は大湊地方復員局掃海部に所属。瀬戸内海、南海、伊豆を掃海任務で回航、途中触雷被爆せるも沈むことなく、横須賀に入港した。
その後特別保管艦となり、1947年8月28日春月、神津、海防艦第48号、第71号、第77号、第102号とともに賠償艦としてナホトカにてソ連に引き渡し。

### ソ連海軍及び人民解放軍海軍時代
ソ連では、「護衛艦」を意味する「EK」の略号を与えられ、EK-44(ЭК-44)の艦名で太平洋艦隊に編入された。10月にウラジオストクに回航。1948年7月5日標的曳航艦TsL-42。
1949年6月17日通報艦アバカンとなり再就役工事。
1953年旅順の第102船舶修理工場においてSKR-48（旧海防艦第142号）と機雷敷設艦ヴィリュイ（旧神島型敷設艇神島）とともに改修工事、兵装を搭載し警備艦SKR-49となった。ソ連に引き渡された日本艦のうちまともに再武装されたのはこの3隻のみだった。SKR-49は76ｍｍ単装緩射砲を二基、70K型37ｍｍ単装機銃6基とアメリカ製のSO-13型レーダーと291型レーダーが搭載された。SKR-49は1954年11月17日旅順基地第115海防旅団に配属。SKR-48、SKR-49、ヴィリュイの三隻は1955年2月11日に旅順において中国人民解放海軍に譲渡された。3隻は兵装や一部船用機器を除いて無償で引き渡された。
中国人民解放軍に引き渡されたSKR-49は護衛艦49号と名付けられ、1950年代初頭旅順基地で数少ない主力艦艇の1 隻であった。1955年9月には遼東半島で護衛艦48号（旧海防艦第142号）などの華北軍区海軍の艦艇と共に対上陸作戦演習に参加した。1959年には国民党海軍との戦いを描いた映画『赤峰号』の撮影に参加し架空の人民解放軍艦役として主役を演じた。1961年には船番「220」が付与され、北海艦隊護衛艦第7中隊を編成した。黄海海戦を描いた1962年の映画『甲午風雲』では護衛艦48号や護衛艦50号（旧神島型敷設艇神島）とともに撮影に使用され、清国海軍の艦艇を演じた。護衛艦49号は1970年代末に退役し、1980年代末に標的艦としてYJ-8ミサイルの射撃目標として使用され回没した。

## 海第七十六号艦長
海防艦長/艦長
1. 渋谷政光 少佐：海防艦長